# MAKfest (festival mladinske altruistične kulture)
MAKfest (festival mladinske altruistične kulture) je kulturno-dobrodelni festival v organizaciji skupine dijakov.
Festival z začetkom v letu 2010 na Gimnaziji Poljane, ki nosi idejo združevanja posameznikov, bazira na tednu kulturnega dogajanja, v katerem se povežejo izkušeni in uveljavljeni umetniki z mladimi, neizkušenimi ustvarjalci, ki dobijo možnost, da se predstavijo in stopijo ob bok mojstrom. Hkrati, se z vstopninami zbira denar v sklad za štipendiranje dijakov iz prikrajšanih enostarševskih družin v sodelovanju z Rdečim Križem Ljubljana.
Namen projekta je širjenje humanitarne zavesti, altruizma in spodbujanje mladih v kulturnem delovanju, ter s tem omogočanje referenc skozi kopico kulturnih prireditev. Celotna izvedba projekta temelji na podpori donatorjev in na prostovoljskem delu, ki je temeljno načelo tega festivala.
V okviru festivala se odvijajo koncerti, predstave, projekcije kratkih filmov, prijateljske tekme impro lige oz. šile, literarni performance, licitacija in fotografska razstava najboljših fotografij z natečaja za mlade fotografe.